# Aleksandrovac (Negotin)
Aleksandrovac [alɛkˈsandrɔvat͡s]  (serbisch-kyrillisch Александровац, Rumänisch: Zlocutea) ist ein Dorf in der Opština Negotin und im Okrug Bor im Osten Serbiens, an der bulgarischen Grenze. Es befindet sich etwa 25 Kilometer südlich von Negotin.

## Geographie

### Geographische Lage

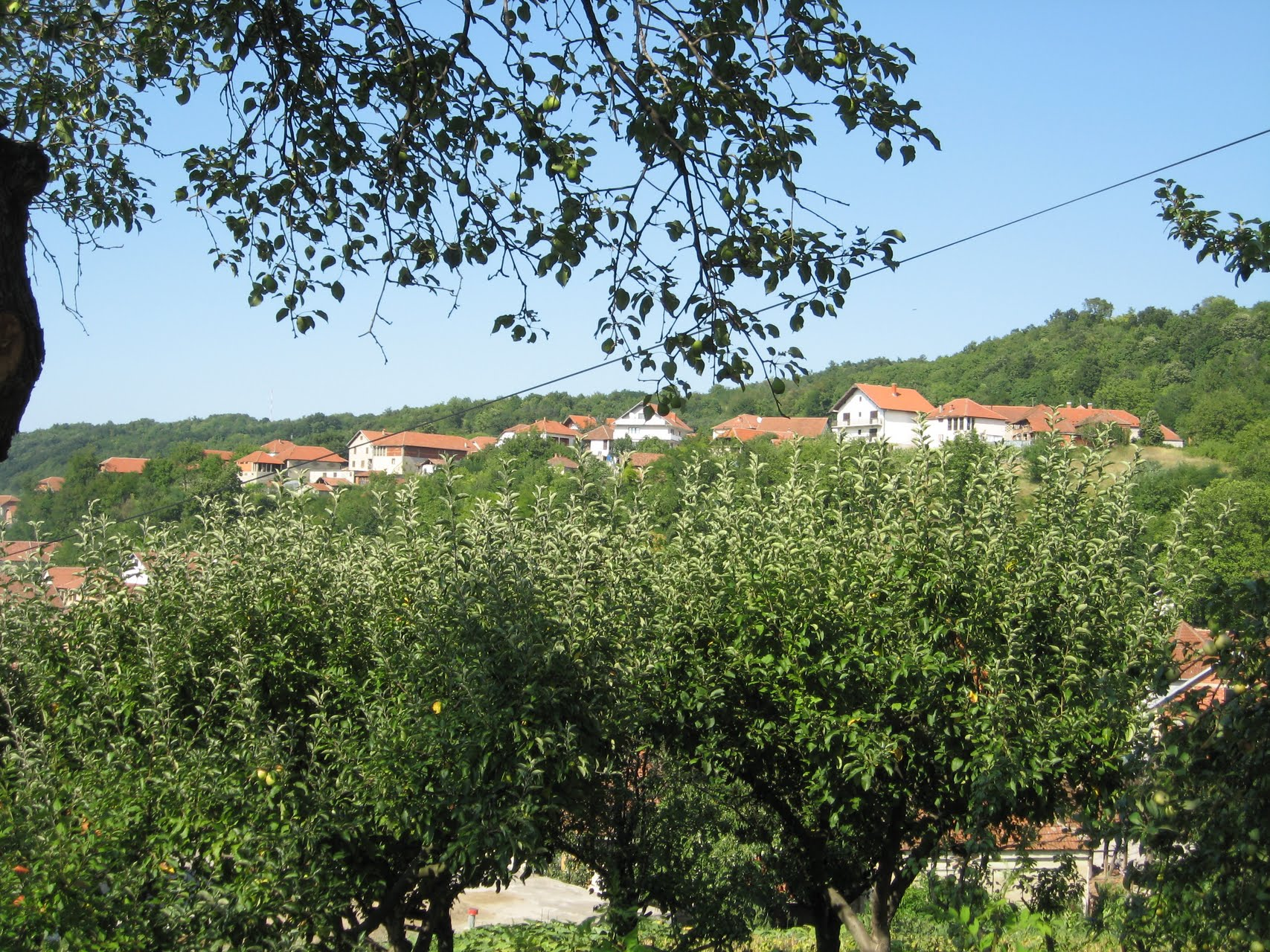
Blick auf Aleksandrovac

Aleksandrovac liegt in der Opština Negotin, einer der östlichsten Gemeinden Serbiens, im Okrug Bor in Zentralserbien. Das Dorf befindet sich im nördlicheren Teil der Region Timočka Krajina, und somit am Fuße der Karpaten.

### Klima
In Aleksandrovac herrscht ein gemäßigtes kontinentales Klima mit den für Europa üblichen vier Jahreszeiten.

### Natur und Gewässer
Der Fluss Timok durchfließt das Dorf, welches sich am rechten Ufer befindet, im Nordwesten.

### Dorfform
Das Dorf ist eine Streusiedlung. Ursprünglich wurden Häuser um den zentralen Platz im Zentrum des Dorfes gebaut, doch in den letzten Jahren wurden Merkmale eines Straßendorfes deutlich.

### Nahe Städte und Dörfer
Aleksandrovac befindet sich im Süden der Gemeinde Negotin, an der bulgarischen Grenze
| Smedovac 5 km    | Rogljevo 5 km                               | Veljkovo 5 km  |
| Rajac 2 km       | Kompassrose, die auf Nachbargemeinden zeigt | Kovilovo 3 km  |
| Crnomasnica 4 km | Bulgarien 2 km                              | Bulgarien 4 km |

## Geschichte
Das Dorf wird erstmals im Jahre 1491 in osmanischen Aufzeichnungen namentlich erwähnt. Damals gehörte es, wie der Rest der Region auch, zum Osmanischen Reich. Vermutlich hatte es damals auch einen anderen, türkischen, Namen.
Von 1878 bis zum Ende des Ersten Weltkrieges 1918 war das Dorf unter bulgarischer Herrschaft und trug den Namen Zlokukya (Злокукя).
Danach wurde das Dorf dem Königreich der Serben, Kroaten und Slowenen angegliedert. In der Zwischenkriegszeit wurde das Dorf in Aleksandrovac umbenannt, nach dem damals regierenden serbischen König Aleksandar I. Karađorđević.
Nach dem Zweiten Weltkrieg, 1947, wurde das Dorf jedoch wieder in Zokušan umbenannt. Erst in den 1980er-Jahren erhielt es wieder den Namen Aleksandrovac. Während der Sozialistischen Föderativen Republik Jugoslawien wurden die unterirdischen Wasserleitungen 1975 verlegt, die Straßen 1977 asphaltiert und 1986 wurde Aleksandrovac an das staatliche Telefonnetz angeschlossen.
In Aleksandrovac wird eine neue serbisch-orthodoxe Kirche gebaut, die dem Heiligen Großmärtyrer Pantaleon geweiht ist. Die Kirche gehört zur Eparchie Timok der serbisch-orthodoxen Kirche.

## Einwohner
Im Jahre 2002 zählte das Dorf 570 Einwohner (Eigennennung). Die meisten von ihnen waren Angehörige der serbisch-orthodoxen Kirche.
Davon waren:
|            | Anzahl | Prozent |
| Gesamt     | 570    | 100     |
| Walachen   | 283    | 49,64   |
| Serben     | 255    | 44,76   |
| Rumänen    | 18     | 3,15    |
| Mazedonier | 4      | 0,70    |
| Bulgaren   | 2      | 0,35    |
| Unbekannt  | 8      | 1,40    |

Weitere Volkszählungen:
| 1921 | 1948  | 1953  | 1961  | 1971  | 1981  | 1991 |
| ---- | ----- | ----- | ----- | ----- | ----- | ---- |
| 930  | 1.015 | 1.031 | 1.056 | 1.077 | 1.085 | 994  |